# يوفنتوس موسم 2008–09
كان موسم 2008–09 هو الموسم الـ111 في وجود نادي يوفنتوس لكرة القدم والموسم الثاني على التوالي في دوري الدرجة الأولى الإيطالي لكرة القدم.